# Municipio de Litchfield (Míchigan)
El municipio de Litchfield (en inglés: Litchfield Township) es un municipio ubicado en el condado de Hillsdale en el estado estadounidense de Míchigan. En el año 2010 tenía una población de 1003 habitantes y una densidad poblacional de 11,72 personas por km².

## Geografía
El municipio de Litchfield se encuentra ubicado en las coordenadas 42°1′21″N 84°46′1″O / 42.02250, -84.76694. Según la Oficina del Censo de los Estados Unidos, el municipio tiene una superficie total de 85.6 km², de la cual 85,4 km² corresponden a tierra firme y (0,23 %) 0,19 km² es agua.

## Demografía
Según el censo de 2010, había 1003 personas residiendo en el municipio de Litchfield. La densidad de población era de 11,72 hab./km². De los 1003 habitantes, el municipio de Litchfield estaba compuesto por el 97,01 % blancos, el 0,6 % eran afroamericanos, el 0,4 % eran amerindios, el 0,2 % eran asiáticos, el 0,1 % eran de otras razas y el 1,69 % eran de una mezcla de razas. Del total de la población el 1,2 % eran hispanos o latinos de cualquier raza.